# Charly Danone
Charly Danone (Carlos Ruiz, La Rioja, 18 de febrer de 1960), també conegut com a Charly D, és un cantant i autor de música de ball.
En 2017, als 56 anys, després de més de dues dècades apartat dels escenaris, Charly Danone tornà a fer un concert en la sala El Cel de Badalona.

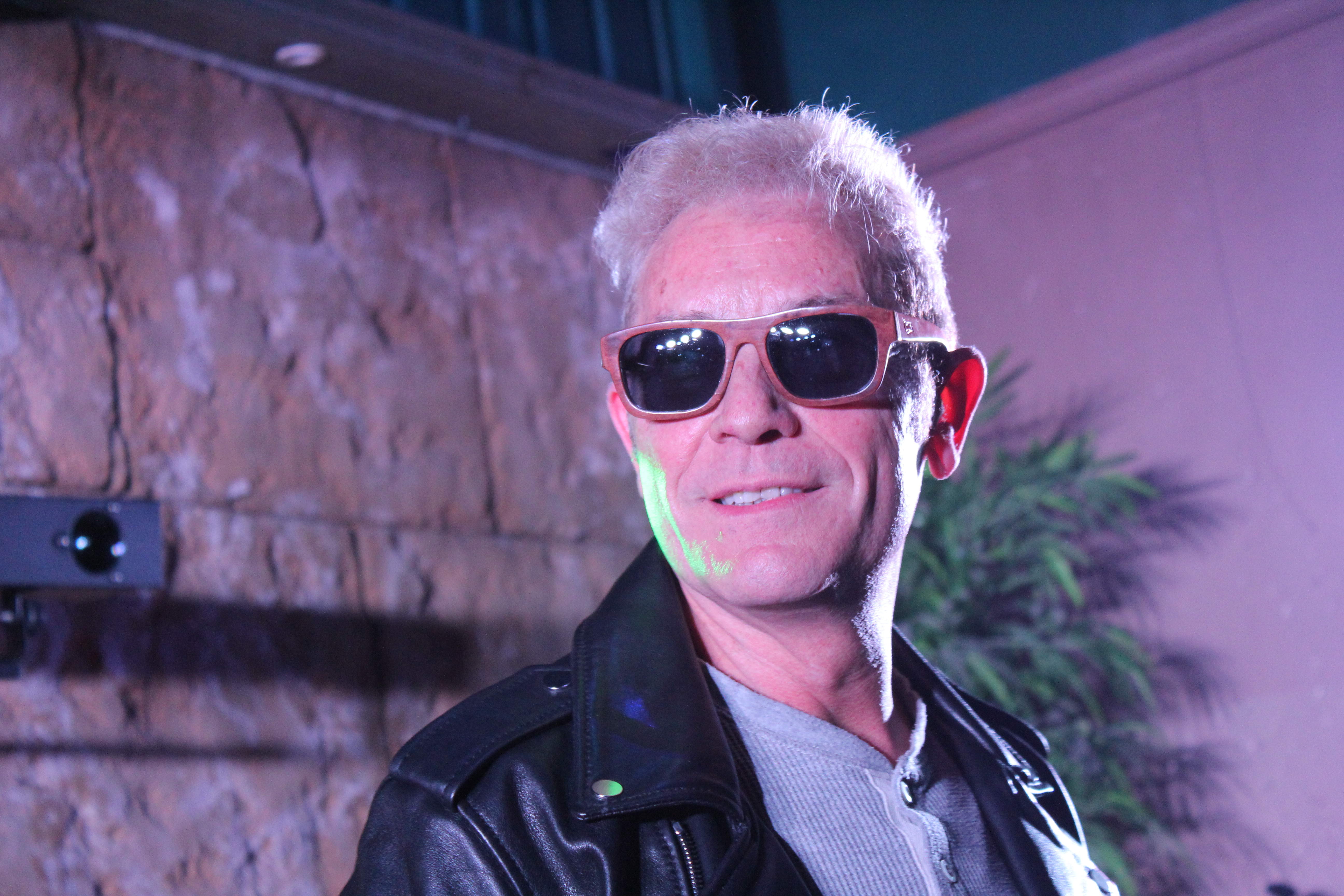
Charly D en la sala El Cel de Badalona

Arran d'aquesta tornada el productor Tony Costa li oferí tornar a crear temes high-energy, col·laboració que es materialitzà en els senzills Go!de la mà de Gloobal Music i I live in my dream amb el segell Magic Sound Records. En desembre d'aquell mateix any encetà una gira per Mèxic i Califòrnia amb la qual es refermà la seva tornada a la música, destacant la seva actuació davant de milers de persones en el Deportivo Eduardo Molina de la Ciudat de Mèxic, ciutat en la que el H-NRG compta amb milers de seguidors i nombrosos locals i festivals dedicats.
En 2018 l'estil de Charly Danone evoluciona cap al pop dance, techno dance y tropical house pop amb el senzill No pares (Don't stop me baby), del productor Diego Magne, i el disc Charly D produït per Nacho Romero i presentat amb una actuació a la sala Bikini de Barcelona.
El darrer llançament, produït per Bob García, és el tema dance Feel Your Body (2018).

## Discografia[calcitació]
- 1984 “Ain't got a chance”, Blanco y Negro
- 1986 “Ed io ti trovero”, Indalo Music
- 1987 “You can do it”, Blanco y Negro
- 1988 “Take to be]”, Blanco y Negro
- 2017 Go! Gloobal Music
- 2017 I live in my dream, Magic Sound Records
- 2018 No pares (Don't stop me baby)
- 2018 Charly D, Onda Estudios
- 2018 Feel Your Body

## Enllaces externs
- Charly Danone - Lloc web oficial